# Присоединение Курляндского и Семигальского герцогства к России

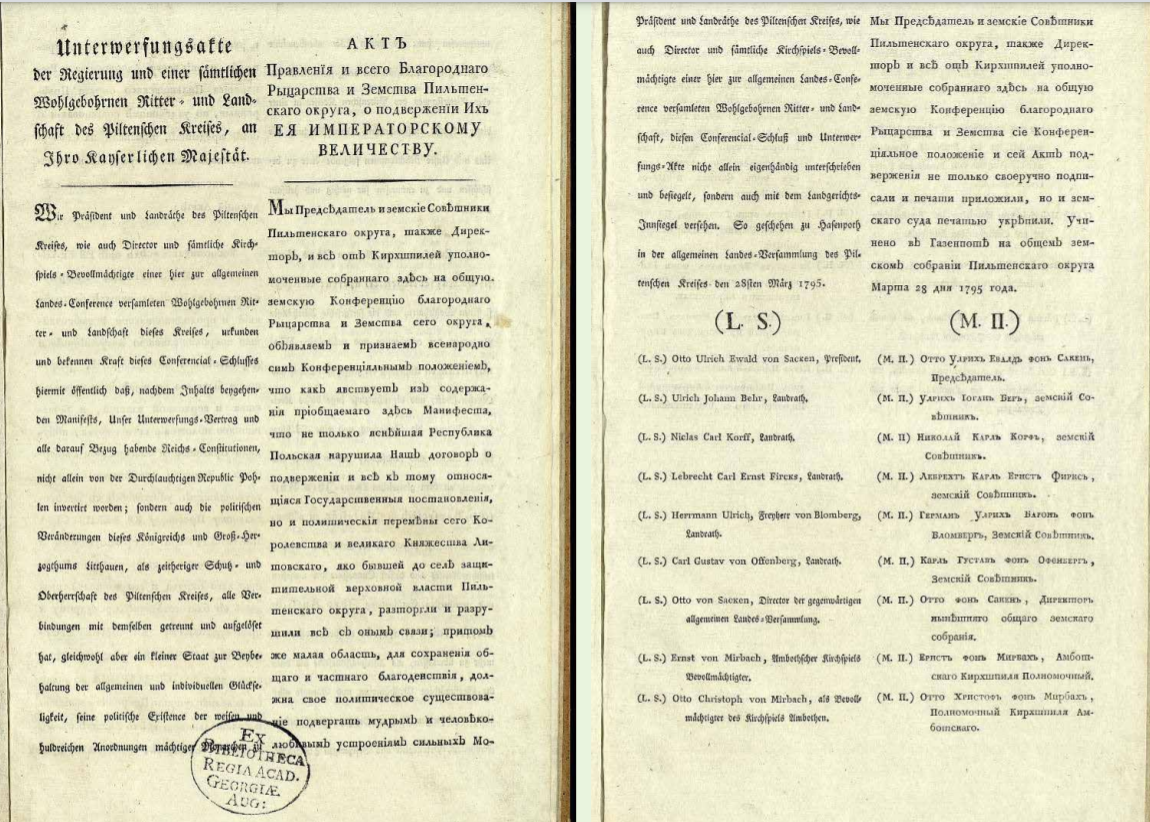
Акт о подчинении Пилтенского областного правительства императрице Российской империи (28 марта 1795 г.). Первая и последняя страница подписаны Правительством Пилтенской области.

Присоединение Курляндского и Семигальского герцогства в 1795 году было частью раздела Речи Посполитой, в результате которого вассальное по отношению к ней герцогство Курляндия и Семигалия поменяло суверена и вошло в состав Российской империи вместе с Пилтенской областью.
На присоединенной территории была временно образована Митавская провинция с девятью уездами (центрами которых были Митава, Виндава, Гольдинген, Газенпот, Либава, Туккум, Бауск, Фридрихштадт и Якобштадт), в скором времени преобразованная в Курляндскую губернию.

## Предпосылки
После Первого раздела в Польше образовалось две политических силы: антироссийская «патриотическая» (Малаховский, Игнаций и Станислав Потоцкие, Адам Чарторыйский и др.) и пророссийская «королевская» и «гетманская» (Браницкий, Феликс Потоцкий). В то время, как Российская империя вступила в войну с Османской империей (1787) и Пруссия спровоцировала сейм на разрыв с Россией, к 1790 году Речь Посполитая была вынуждена заключить гибельный союз с Пруссией. Условия польско-прусского договора 1790 года фактически предопределили последующие два раздела Речи Посполитой, поскольку в его тексте содержалась оговорка о «возможных территориальных уступках в будущем по обоюдному соглашению»: Пруссия претендовала на Данциг и Торунь. Статья VI договора предусматривала, что в «случае вмешательства России в дела Польской Республики или зависящих от нее территорий (имелась в виду Курляндия)» Пруссия брала на себя обязательства содействовать мирному урегулированию, а при неудаче — оказать военную помощь Польше.
31 января 1790 года был подписан союз Пруссии с Османской империей, прусский король Фридрих Вильгельм II ожидал восстания в Бельгии, Венгрии и Галиции. Однако  широкая европейская коалиция против России, на которую рассчитывали прусский первый министр Э. Герцберг и польская «патриотическая» партия, так и не сложилась.
Конституция 3 мая 1791 года расширила права буржуазии, изменила принцип разделения властей и упразднила основные положения конституции Репнина. Речь Посполитая вновь получила право проводить внутренние реформы без санкции России. «Четырёхлетний сейм», принявший на себя исполнительную власть, увеличил армию до 100 тысяч человек и ликвидировал «постоянный совет», реформировал «кардинальные права». В частности было принято постановление «о сеймиках», что исключило безземельную шляхту из процесса принятия решений, и постановление «о мещанах», что уравняло крупную буржуазию в правах со шляхтой.

Принятие майской Конституции повлекло за собой вмешательство со стороны России, которая опасалась восстановления Речи Посполитой в границах 1772 года. Пророссийская «гетманская» партия создала Тарговицкую конфедерацию, заручилась поддержкой Австрии и выступила против польской «патриотической» партии, поддерживавшей Конституцию. В военных действиях против «патриотической» партии, контролировавшей сейм, участвовали и русские войска под командованием Каховского. Литовская армия сейма была разгромлена, а польская, под командой Иосифа Понятовского, Костюшко и Зайончка, потерпев поражения под Полоном, Зеленцами и Дубенкой отошла к Бугу (См. также Русско-польская война 1792). Будучи преданы своими прусскими союзниками, сторонники Конституции покинули страну, а в июле 1792 года король присоединился к Тарговицкой конфедерации.

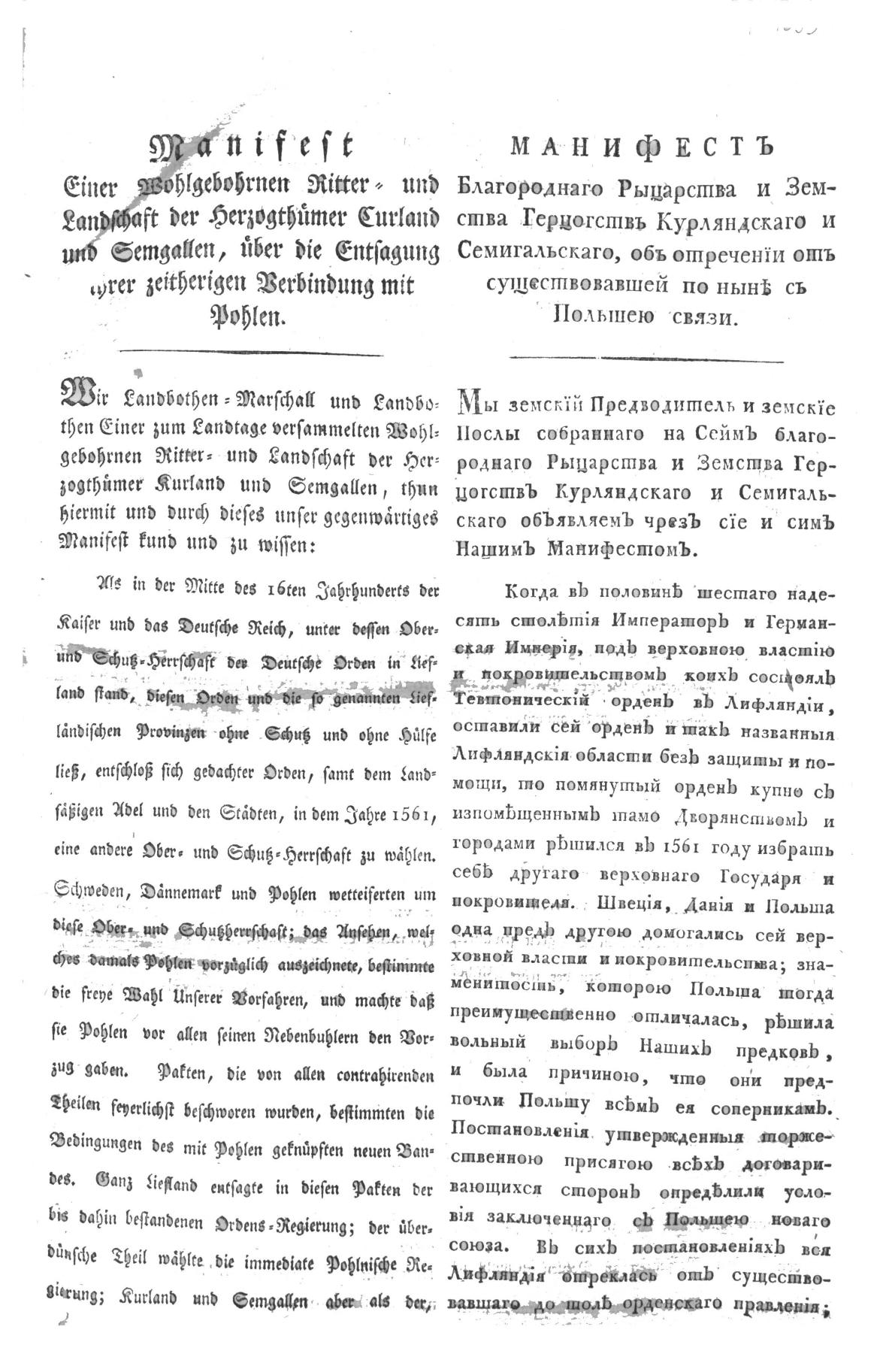
1-я страница Манифеста Курляндского рыцарства об отказе от обязательств перед Речью Посполитой

В 1791 году Четырёхлетний сейм Речи Посполитой принял Конституцию от 3 мая, противники которой в 1792 году основали Тарговицкую конфедерацию и обратились за помощью к Российской империи, чтобы предотвратить вступление в силу демократической конституции. После поражения в русско-польской войне 1792 года король Станислав Понятовский сдался русским войскам, и 13 января 1793 года Прусское королевство и Российская империя заключили договор о Втором разделе Польши, который был одобрен Сеймом в Гродно 17 июня.
24 марта 1794 года в Кракове польский генерал Костюшко объявил польское восстание против русских оккупантов. 4 апреля 1794 года Костюшко выиграл битву под Рацлавицами, но 10 октября 1794 года в битве под Мацеёвицами был ранен и взят в плен.

## Просьба о защите от герцогства
В 1793 году герцог Петр Бирон назначил маршала курляндских рыцарей Отто фон дер Ховена представителем Курляндии и Семигалии для ведения переговоров при дворе императрицы в Санкт-Петербурге о будущем статусе Курляндского и Семигальского герцогства. Когда Ховен потребовал 170 тысяч талеров в качестве взятки, герцог написал письмо императрице Екатерине II об отзыве Ховена и назначил Карла фон Хейкинга, дипломата и посла Курляндского и Семигальского герцогства своим представителем в Санкт-Петербурге. Когда 1 января 1794 года Хейкинг прибыл в Санкт-Петербург, императрица Екатерина II отказалась вести с ним переговоры, и дипломат вернулся в Митаву, где провел переговоры с губернатором Рижского наместничества Петером фон дер Паленом о присоединении герцогства, в ходе которых были достигнуты взаимные соглашения о возможном вхождении Курляндии, Земгалии и Пилтена в состав Российской империи. В мае 1794 года Хейкинг доставил письмо в Санкт-Петербург, а 2 июня императрица Екатерина II согласилась на просьбу письма защитить обе провинции от возможного вторжения армии Костюшко и направила в Курляндию 6-тысячную армию. 30 июня Курляндский ландтаг также официально обратился к Российской империи и императрице лично с просьбой взять на себя протекторат над герцогством «до восстановления порядка в Польше».

## Присоединение

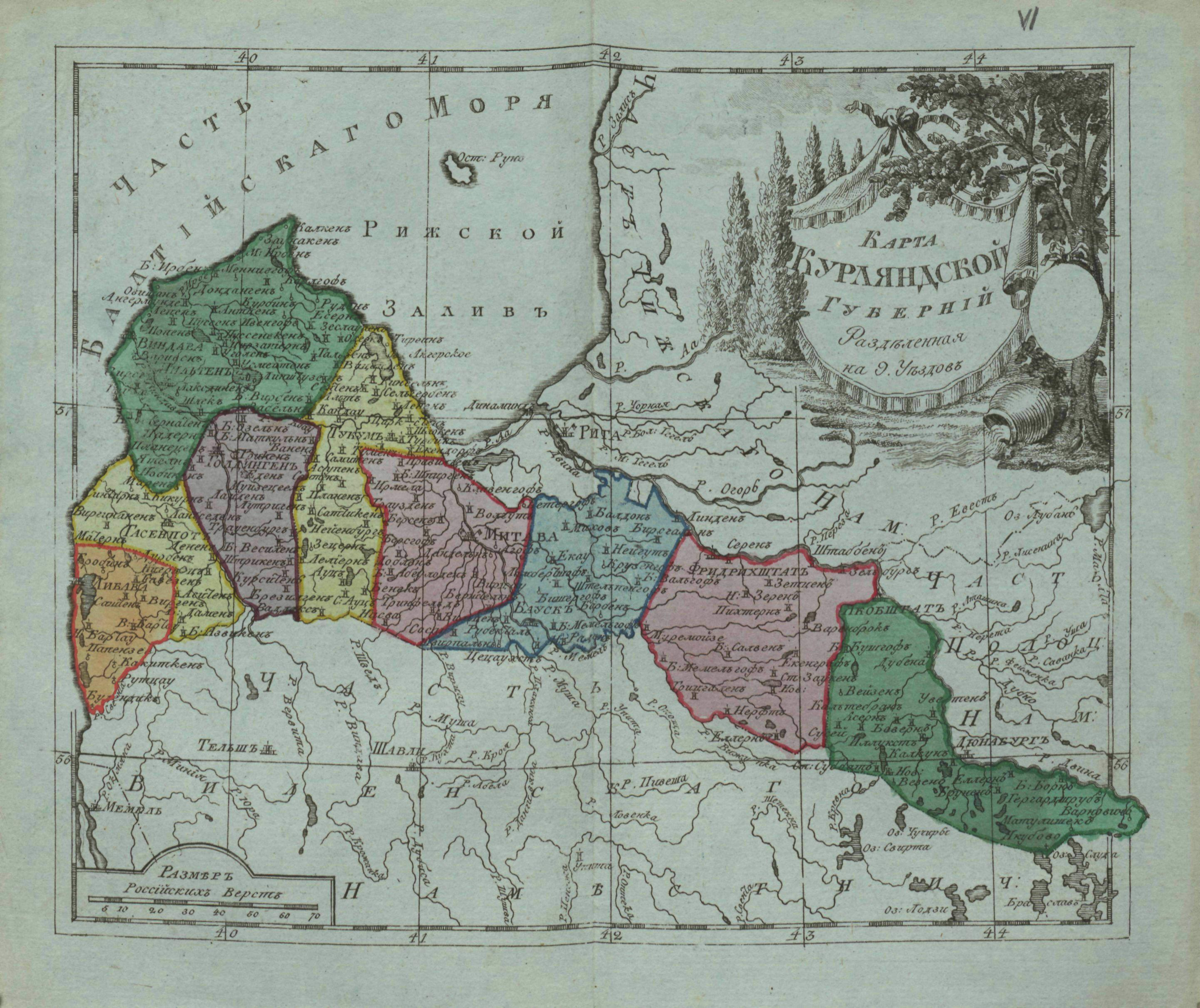
Курляндская губерния (Митавская провинция) на карте 1796 года

Однако Ховен, который стал противником герцога, обратился к императрице с просьбой занять трон герцогства в качестве представителя курляндских рыцарей. Герцог Петр опротестовал прошение Ховена и 27 января 1795 г. (7 февраля по старому стилю) сам посетил Санкт-Петербург для официальных переговоров с императрицей. В состав делегации входили придворные герцога (канцлер Вольф, митавский обербургграф Шепинг, советник герцога Фиркс, оберфорстмастер фон Дершау, оберстермастер Хейкинг, полковник гвардии герцога Дризен, а также личный секретарь герцога и другие), поселившиеся во дворце вице-канцлера графа Остермана.
В ходе переговоров герцога Петра вынудили отречься от престола, но предоставили ему денежную компенсацию. 22 февраля он подписал указ о созыве курляндского ландтага в Митаве для принесения присяги российской императрице. 7 (18) марта после жарких споров ландтаг принял манифест об отказе курляндских рыцарей от связей с Польшей и акт о подчинении императрице Екатерине II. 28 марта 1795 года Пилтенский ландтаг также решил разорвать персональную унию с Речью Посполитой и, как представитель пилтенского рыцарства, Хейкинг подал в Санкт-Петербург акт Екатерине II о подчинении Пилтенского округа. Делегация из шести представителей во главе с Ховеном была отправлена в Санкт-Петербург с заявлением: «Настоящим мы подчиняемся сами и подчиняем судьбы наших потомков, а также герцогов Курляндских и Земгальских, Её Императорскому Величеству Екатерине II, величайшей императрице всех времен, правительнице величайшей империи Российской и её скипетру…».
15 (26) апреля российская императрица Екатерина II торжественно приняла в Тронном зале Зимнего дворца делегацию из 17 человек из Курляндии и Семигалии, прибывшую в сопровождении шести конных экипажей охраны и свиты. Отто фон дер Ховен с делегацией приветствовали Императрицу «от имени рыцарей Курляндии, Фридриха Сигизмунда, фон Корфу и города Пилтене». Каждому прибывшему делегату представили манифест Екатерины II на немецком языке: «О присоединении на вечные времена к Российской империи княжеств Курляндского и Семигальского, также округа Пильтенского и о приглашении уполномоченных в Сенат для учинения присяги на верность подданства», которому с правами автономных территорий, должны были подчинятся Курляндия, Семигалия и Пилтенская область. Петр Людвиг фон дер Пален был назначен генерал-губернатором.

## Компенсация Бирону
Специальная комиссия правительства Российской империи оценила собственность герцога Петра в 1 750 000 альбертинских талеров, но вычла из этой суммы 1 011 000 талеров для погашения долга герцогства. К этой сумме были добавлены 261 000 талеров за отречение от престола, так что герцог Пётр получил в общей сложности 1 000 000 талеров единоразовой выплатой, а также 100 000 талеров в год на пропитание, из которых он должен был платить 6 000 в год своему брату Карлу и 2 000 его жене Аполлонии Понинской, 24 000 их детям и ещё 10 000 своей сестре Хедвиге, в замужестве баронессе Черкасовой.